# Macrobiotus marlenae
Macrobiotus marlenae är en djurart som tillhör fylumet trögkrypare, och som beskrevs av Łukasz Kaczmarek och Łukasz Michalczyk 2004. Macrobiotus marlenae ingår i släktet Macrobiotus och familjen Macrobiotidae. Inga underarter finns listade i Catalogue of Life.